# 雲は白リンゴは赤
『雲は白リンゴは赤』（くもはしろ リンゴはあか）は、aikoのメジャー通算20作目のシングルで、ポニーキャニオンから2006年7月12日に発売。

## 概要
- 前作「スター」から約8ヶ月ぶり、アルバム『彼女』の先行リリース。aikoが2006年に発表した唯一のシングルである。
- 初回限定盤のみカラートレイ仕様。
- 楽曲タイトルにあるように「雲は白」「リンゴ（飴）は赤」等、当たり前のことのように「あなたが好きである」という気持の表現であるとaiko本人が語っている。[1]
- PVはZEPP TOKYOにて、オフィシャルファンクラブの会員を集めて、ライブ形式で撮影されている。撮影にはaikoのファンクラブ「BABY PEENATS」会員（約550名）が抽選で参加することができた（募集告知は携帯電話サービス「team aiko」と公式ホームページで行われた）。

## 収録曲
1. 雲は白リンゴは赤
夏をイメージして制作された曲で、2007年1月にスバルの軽自動車「ステラ・R2」のTVCM曲に採用された。
2. シーソーの海
3. まつげ
4. 雲は白リンゴは赤（instrumental）
  - 全曲 - 作詞・作曲:AIKO、編曲:島田昌典